# Степнянка
Степня́нка (рос. Степнянка) — селище у складі Первомайського району Оренбурзької області, Росія.

## Населення
Населення — 155 осіб (2010; 148 у 2002).
Національний склад (станом на 2002 рік):
- росіяни — 81 %